# Hyena's Laugh
Hyena's Laugh est un cartoon de Unnatural History, réalisé par Clyde Geronimi et Walter Lantz, sorti en 1926. 
Produit par J. R. Bray Studios, ce film est le premier cartoon réalisé par Clyde Geronimi.